# Bulbostylis warei
Bulbostylis warei är en halvgräsart som först beskrevs av John Torrey, och fick sitt nu gällande namn av Charles Baron Clarke. Bulbostylis warei ingår i släktet Bulbostylis och familjen halvgräs. Inga underarter finns listade i Catalogue of Life.